# 1Team
1Team (кор. 원팀, вимовляється як англ. «One Team», укр. «Одна команда», «Ван Тім») — колишній південнокорейський бой-бенд, сформований Live Works Company у 2019 році. Назва гурту означає «Унікальні особистості стають новими як єдине ціле». До дебюту вони мали тимчасову назву LWZ. Гурт складався з 5 учасників. Вони дебютували 27 березня 2019 року з мініальбомом Hello! і дебютним синглом «Vibe». Учасники Рубін і БіСі раніше з'являлися в шоу Boys24 і Mix Nine.
10 березня 2021 року було підтверджено, що гурт буде розформовано після їхньої останньої групової діяльності 14 березня, і що контракти учасників будуть розірвані.

## Учасники
| Сценічний псевдонім | Сценічний псевдонім | Сценічний псевдонім | Справжнє ім'я      | Справжнє ім'я           | Справжнє ім'я | Дата народження           | Позиція у гурті              |
| Українською         | Латиницею           | Хангилем            | Українською        | Латиницею               | Хангилем      | Дата народження           | Позиція у гурті              |
| ------------------- | ------------------- | ------------------- | ------------------ | ----------------------- | ------------- | ------------------------- | ---------------------------- |
| Рубін               | Rubin               | 루빈                | Лі Хеджун Лі Рубін | Lee Hae Joon Lee Ru Bin | 이해준 이루빈 | 16 серпня 1995 (29 років) | Лідер, вокаліст              |
| БіСі                | BC                  | 비씨                | Сін Сонхо          | Chin Sung Ho            | 진성호        | 18 липня 1994 (30 років)  | Вокаліст, головний репер     |
| Чіну                | Jinwoo              | 진우                | Лі Чіну            | Lee Jin Woo             | 이진우        | 20 лютого 1998 (27 років) | Головний вокаліст            |
| Чехьон              | Jehyun              | 제현                | Мун Чехьон         | Moon Je Hyun            | 문제현        | 20 квітня 1999 (25 років) | Вокаліст, головний танцюрист |
| Чонхун              | Junghoon            | 정훈                | Лі Чонхун          | Lee Jung Hoon           | 이정훈        | 4 червня 2000 (24 роки)   | Репер, макне                 |

## Дискографія

### Мініальбоми
| Назва  | Деталі альбому                                                                                              | Пікові позиції у чартах | Продажі                 |
| Назва  | Деталі альбому                                                                                              | KOR                     | Продажі                 |
| ------ | --- | ----------------------- | ----------------------- |
| Hello! | - Реліз: 27 березня 2019 - Лейбл: Live Works Company, Kakao M - Формат: CD, цифрове завантаження, стриминг  | 23                      | - Південна Корея: 4,343 |
| Just   | - Реліз: 11 липня 2019 - Лейбл: Live Works Company, Kakao M - Формат: CD, цифрове завантаження, стриминг    | 21                      | - Південна Корея: 4,953 |
| One    | - Реліз: 6 листопада 2019 - Лейбл: Live Works Company, Kakao M - Формат: CD, цифрове завантаження, стриминг | 17                      | - Південна Корея: 5,647 |

### Сингли
| Назва                              | Рік  | Пікові позиції у чартах | Альбом            |
| Назва                              | Рік  | KOR                     | Альбом            |
| ---------------------------------- | ---- | ----------------------- | ----------------- |
| «Vibe (습관적 Vibe)»               | 2019 | —                       | Hello!            |
| «Rolling Rolling (롤링롤링)»       | 2019 | —                       | Just              |
| «Make This»                        | 2019 | —                       | One               |
| «Ullaeli Kkollaeli (얼레리꼴레리)» | 2020 | —                       | Сингл без альбому |

## Фільмографія
| Дата | Шоу                | Нотатки     |
| ---- | ------------------ | ----------- |
| 2018 | Interview With LWZ | 5 епізодів  |
| 2019 | Hello! 1Team TV    | 8 епізодів  |
| 2019 | 1Team Trip         | 6 епізодів  |
| 2019 | 1Team TV Season 2  | 9 епізодів  |
| 2020 | 1Team TV Tour Vlog | 8 епізодів  |
| 2020 | 1Team TV 1gram     | 15 епізодів |

## Концерти і тури
- 2019: Debut Showcase: Hello! 1Team
- 2019: The 1st Fan-Con Just
- 2019: 1Team Fan-Con
- 2020: 1Team U.S Tour: Hello! Just One